# Yıldırım Uran
Yıldırım Uran (* 6. Oktober 1955 in Ankara; † 21. Januar 2019 in Izmir) war ein türkischer Fußballtrainer.

## Trainerkarriere
Uran begann seine Trainerkarriere 1987 bei Izmirspor. Anschließend trainierte er eine Reihe von Vereinen der Ägäisregion.
Ab dem Sommer 1999 arbeitete er beim Zweitligisten Siirt Jetpaspor. Nachdem der Cheftrainer gegen Saisonende sein Amt niederlegen musste, übernahm Uran die Mannschaft als Cheftrainer und erreichte mit ihr die Vizemeisterschaft der Zweitligasaison 1999/2000 und damit den Aufstieg in die 1. Lig.
Nach dem Aufstieg mit Siirt Jetpaspor verließ er diesen Verein und trainierte eine Reihe von Teams der unteren türkischen Profiligen.
Von Sommer 2008 bis Mai 2018 begleitete er seinen ehemaligen Spieler Hamza Hamzaoğlu als Co-Trainer bei all seinen Trainerstationen. Von Frühjahr 2011 bis Sommer 2014 arbeitete er mit Hamzaoğlu bei Akhisar Belediyespor zusammen. Anfang Dezember 2014 wurde Hamzaoğlu Chef-Trainer bei Galatasaray Istanbul, Uran fungierte erneut als Co-Trainer an seiner Seite.

## Erfolge
Mit Siirt Jetpaspor
- Vizemeister der TFF 1. Lig und Aufstieg in die Süper Lig: 1999/2000